# Lasianthus chlorocarpus
Espèce
Lasianthus chlorocarpus est une espèce de plantes à fleurs de la famille des Rubiaceae, originaire en partie de Malaisie, Papouasie et Australie.. Elle est connue en anglais sous le nom de blue rubi.

## Description
Lasianthus chlorocarpus est un arbuste des forêts tropicales humides, pouvant atteindre 2 m de hauteur . Dans la forêt tropicale, il peut atteindre 2 m de hauteur. Les feuilles sont simples et opposées, glabres sur le dessus et finement poilues sur le dessous. Elles sont longues et étroites, jusqu'à 19 cm par 5 cm avec des marges lissesr. Elles possèdent environ huit paires de nervures latérales qui s'incurvent fortement et sont presque parallèles au bord de la feuille, mais ne forment pas de boucles avec la paire suivante,.
Les fleurs sont produites dans les axes des feuilles et ont un diamètre d'environ 10 mm avec 4 ou 5 pétales blancs. Le fruit est une drupe ovoïde pouvant atteindre 16 mm de long sur 12 mm de large, bleu foncé ou noirâtre, avec le calyx vert persistant à l'apex,. De fins poils recouvrent la surface extérieure, lui donnant un aspect brillant. Elles contiennent généralement quatre graines d'environ 6 mm de long sur 3 mm de large,.

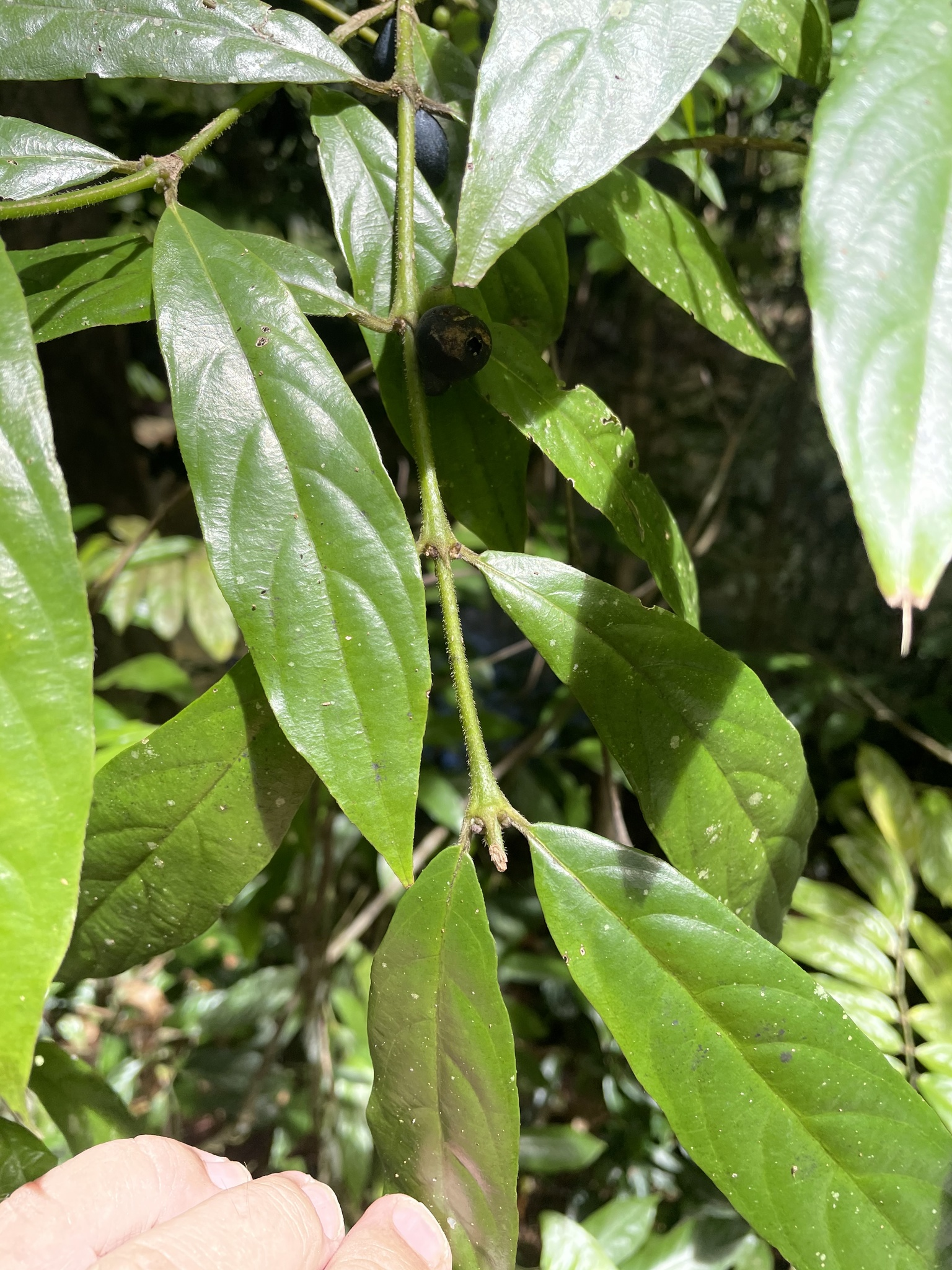
Feuilles
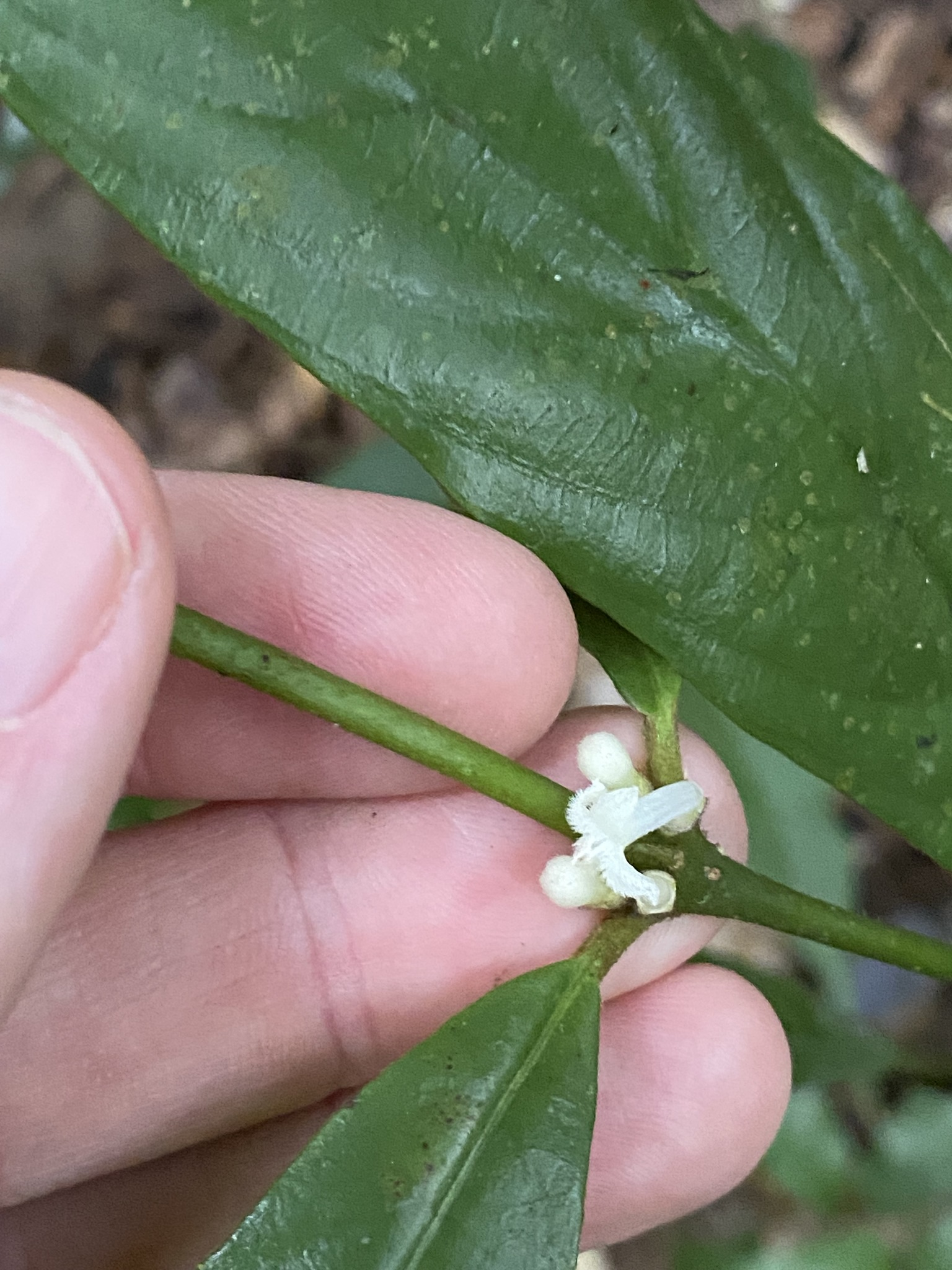
Fleurs
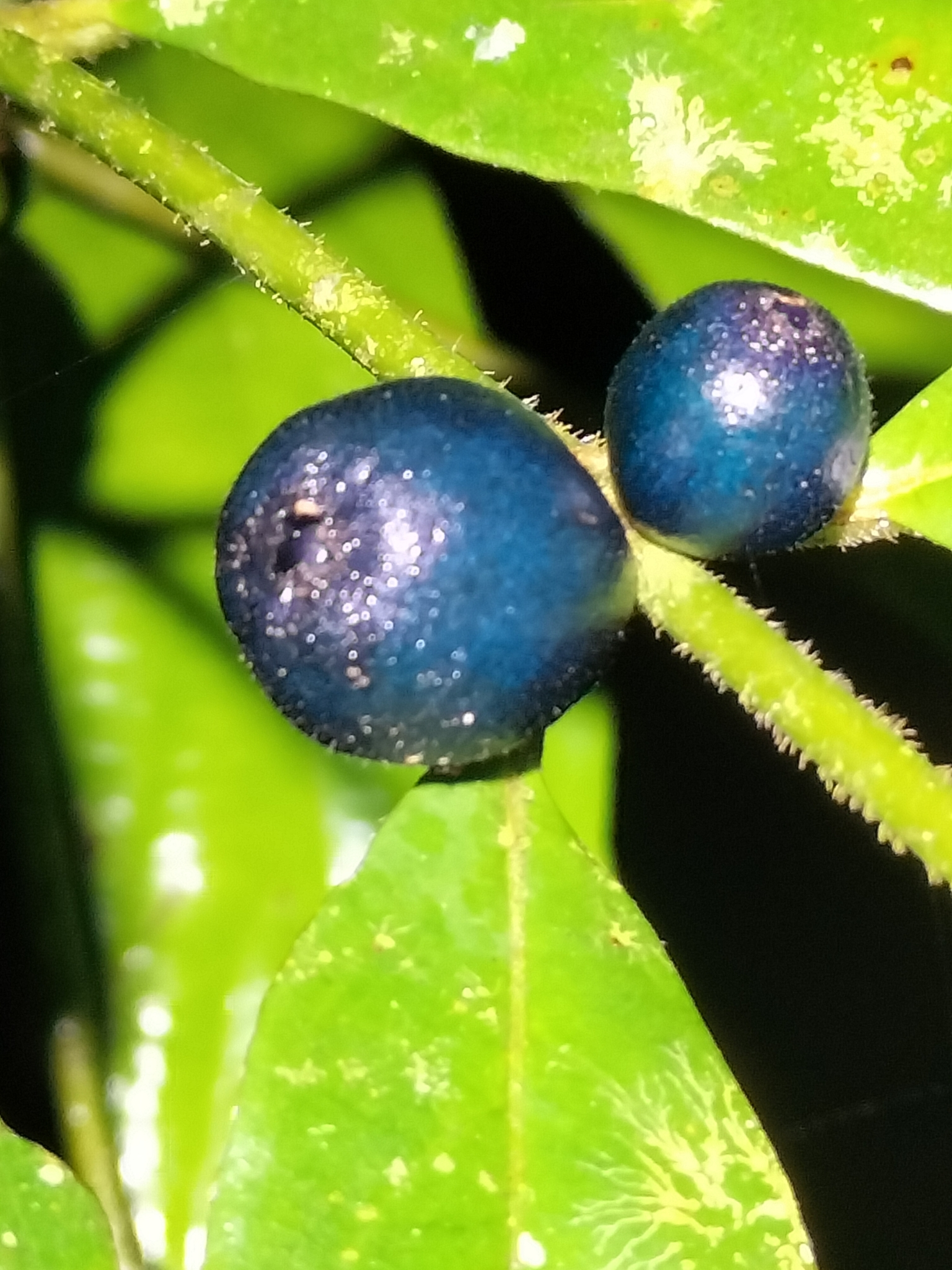
Fruits
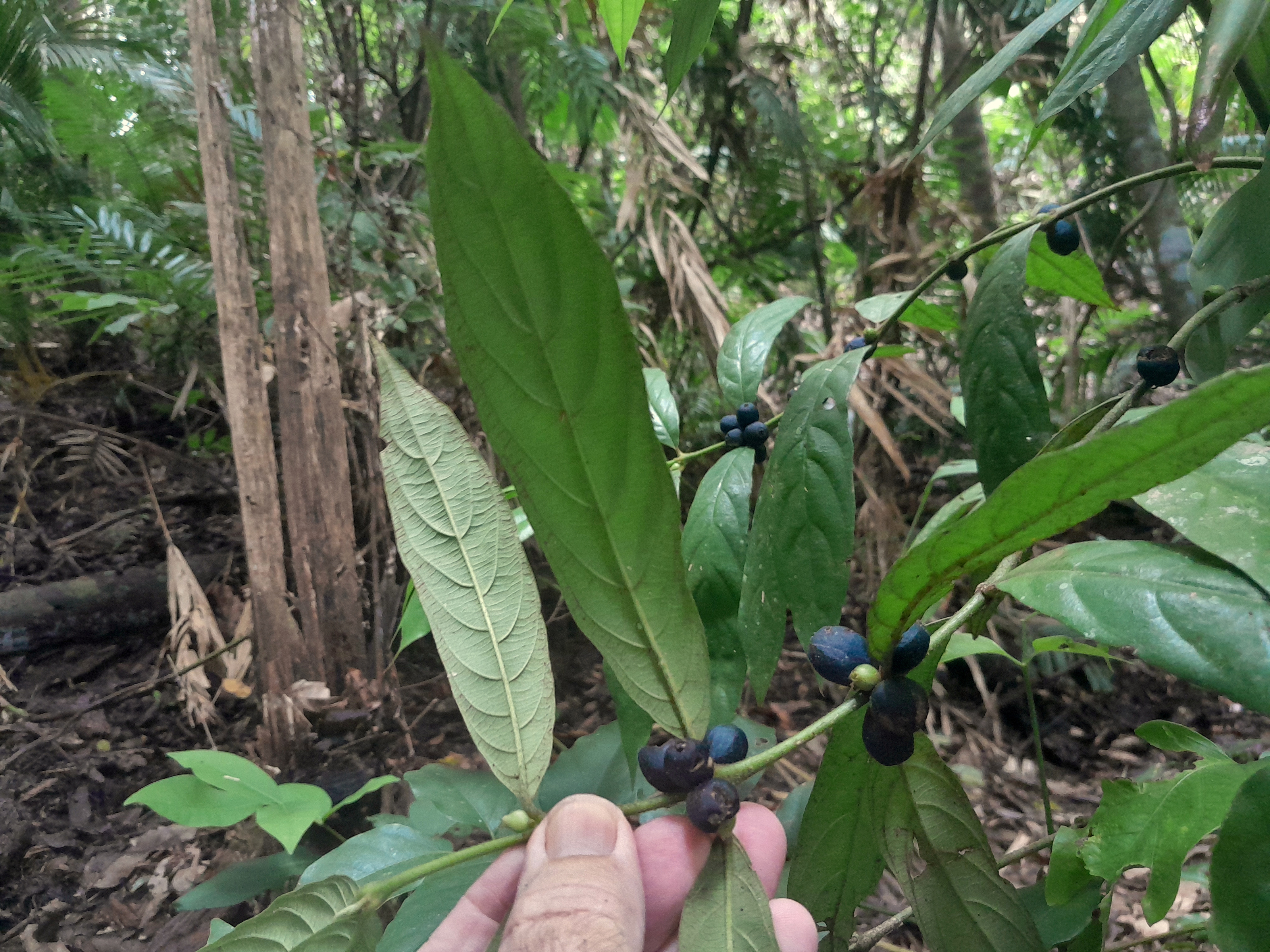
Feuillage et fruit

## Phénologie
En Australie, la floraison a lieu presque toute l'année, d'avril à février, et les fruits mûrissent de février à décembre.

## Répartition et habitat
L'aire de répartition naturelle de l'espèce comprend Sulawesi et les Petites îles de la Sonde, les Philippines, la Nouvelle-Guinée et les Îles Salomon ainsi que le Queensland. Dans le Queensland, on la trouve dans les forêts côtières du nord-est, dans trois petites poches dans la moitié nord de la péninsule de Cape York, et dans une concentration beaucoup plus importante entre Rossville et Tully.
Elle pousse dans des forêts tropicales bien développées, à des altitudes allant du niveau de la mer à 1 500 m.

## Systématique
Le nom correct complet (avec auteur) de ce taxon est Lasianthus chlorocarpus K.Schum..
Lasianthus chlorocarpus a pour synonyme :
- Lasianthus chlorocarpus var. curvinervis Valeton

Cette espèce a été décrite en 1905 par Karl Moritz Schumann dans le livre Nachträge zur Flora der deutschen Schutzgebiete in der Südsee qu'il a co-écrit avec Carl Adolf Georg Lauterbach. La description était basée sur du matériel collecté en 1896 par Lauterbach dans le « “”Kaiser-Wilhelmsland“” » (la partie nord de l'actuelle Papouasie-Nouvelle-Guinée).
En Australie, le nom Lasianthus strigosus a été mal appliqué à cette espèce dans le passé,,

### Étymologie
Le nom générique Lasianthus vient du grec « lasios » signifiant « poilu, dont les poils sont toufus » et « anthos » : « fleur » ce qui donne « la corolle est velue », l'épithète chlorocarpus signifie « fruit vert ».